# Philodendron hopkinsianum
Philodendron hopkinsianum är en kallaväxtart som beskrevs av M.L.Soares och Simon Joseph Mayo. Philodendron hopkinsianum ingår i släktet Philodendron och familjen kallaväxter. Inga underarter finns listade.